# Coriandrum tordylium
Coriandrum tordylium là một loài thực vật có hoa trong họ Hoa tán. Loài này được (Fenzl) Bornm. mô tả khoa học đầu tiên năm 1930.